# Алиса здесь больше не живёт
«Алиса здесь больше не живёт» (англ. Alice Doesn't Live Here Anymore) — трагикомедийный фильм Мартина Скорсезе. Исполнительница главной роли Эллен Бёрстин за работу в ленте была удостоена единственной в карьере премии «Оскар». Сам режиссёр появляется в фильме в роли камео в кафе.

## Сюжет
У молодой женщины по имени Алиса погибает муж, и она остаётся без средств к существованию с маленьким сыном, о котором надо заботиться. Переехав в другой город, она устраивается работать официанткой. Ей помогает Дэвид, который пытается поддержать её в горе.

## В ролях
- Эллен Бёрстин — Алиса Хайатт
- Альфред Латтер[англ.] — Томми Хайатт
- Крис Кристофферсон — Дэвид
- Дайан Ладд — Фло
- Джоди Фостер — Одри
- Билли «Грин» Буш[англ.] — Дональд Хайатт
- Харви Кейтель — Бен Эберхарт

## Награды и номинации
| Премия                              | Категория                                    | Номинант        | Результат |
| ----------------------------------- | -------------------------------------------- | --------------- | --------- |
| «Оскар»                             | Лучшая женская роль                          | Эллен Бёрстин   | Победа    |
| «Оскар»                             | Лучшая женская роль второго плана            | Дайан Ладд      | Номинация |
| «Оскар»                             | Лучший оригинальный сценарий                 | Роберт Гетчел   | Номинация |
| «Золотой глобус»                    | Лучшая женская роль — драма                  | Эллен Бёрстин   | Номинация |
| «Золотой глобус»                    | Лучшая женская роль второго плана            | Дайан Ладд      | Номинация |
| BAFTA                               | Лучший фильм                                 |                 | Победа    |
| BAFTA                               | Лучший режиссёр                              | Мартин Скорсезе | Номинация |
| BAFTA                               | Лучшая женская роль                          | Эллен Бёрстин   | Победа    |
| BAFTA                               | Лучшая женская роль второго плана            | Дайан Ладд      | Победа    |
| BAFTA                               | Лучшая женская роль второго плана            | Лилия Гольдони  | Номинация |
| BAFTA                               | Самый многообещающий дебютант в главной роли | Альфред Латтер  | Номинация |
| BAFTA                               | Лучший сценарий                              | Роберт Гетчел   | Победа    |
| Каннский кинофестиваль              | Золотая пальмовая ветвь                      | Мартин Скорсезе | Номинация |
| Национальный совет кинокритиков США | Топ 10 лучших фильмов года                   |                 | Победа    |
| Премия Гильдии сценаристов США      | Лучшая оригинальная драма                    | Роберт Гетчел   | Номинация |